# 1461

## Události
- 28. března byl na pozemcích vsi Bolevec (dnes součást Plzně) založen Velký Bolevecký rybník
- kanonizována Kateřina Sienská

### Probíhající události
- 1454–1466 – Třináctiletá válka
- 1455–1487 – Války růží

## Narození
- 3. května – Raffaele Riario, italský kardinál († 9. července 1521)
- 5. srpna – Alexandr Jagellonský, polský král († 19. srpna 1506)
- 8. prosince – Kristina Saská, jako manželka Jana I. Dánského královna Dánska, Norska a Švédska († 1521)

## Úmrtí
Česko
- 5. června – Štěpán z Krumlova, architekt a stavitel 15. století (* 1400)
- ? – Jakoubek z Vřesovic, český husitský hejtman, válečník, politik a diplomat (* ?)

Svět
- 2. února – Owen Tudor, velšský voják, dvořan a druhý manžel anglické královny Kateřiny z Valois, zakladatel dynastie Tudorovců (* kolem 1400)
- 8. dubna – Georg von Peuerbach, rakouský matematik a astronom (* 30. května 1423)
- 22. července – Karel VII. Francouzský, francouzský král (* 22. února 1403)
- 23. září – Karel z Viany, titulární navarrský král, básník a humanista (* 29. května 1421)
- ? – Sofie Litevská, polská královna jako manželka Vladislava II. Jagella (* kolem 1405)

## Hlavy států
- České království – Jiří z Poděbrad
  - Moravské markrabství – Jiří z Poděbrad
- Svatá říše římská – Fridrich III.
  - Trevírské arcibiskupství – Jan II. Bádenský
- Papež – Pius II.
- Anglické království – Jindřich VI. – Eduard IV.
- Dánsko – Kristián I. Dánský
- Francouzské království – Karel VII. – Ludvík XI.
- Chorvatské království – Matyáš Korvín
- Litevské knížectví – Kazimír IV. Jagellonský
- Kastilie – Jindřich IV. Kastilský
- Aragonské království – Jan II. Veliký
- Litevské knížectví – Kazimír IV. Jagellonský
- Norsko – Kristián I. Dánský
- Polské království – Kazimír IV. Jagellonský
- Portugalsko – Alfons V. Portugalský
- Švédsko – Kristián I. Dánský
- Uherské království – Matyáš Korvín